# Liste der Kulturgüter in Brütten
Die Liste der Kulturgüter in Brütten enthält alle Objekte in der Gemeinde Brütten im Kanton Zürich, die gemäss der Haager Konvention zum Schutz von Kulturgut bei bewaffneten Konflikten, dem Bundesgesetz vom 20. Juni 2014 über den Schutz der Kulturgüter bei bewaffneten Konflikten sowie der Verordnung vom 29. Oktober 2014 über den Schutz der Kulturgüter bei bewaffneten Konflikten unter Schutz stehen.
Objekte der Kategorie A sind im Gemeindegebiet nicht ausgewiesen, Objekte der Kategorie B sind vollständig in der Liste enthalten, Objekte der Kategorie C fehlen zurzeit (Stand: 1. Januar 2022). Unter übrige Baudenkmäler sind weitere geschützte Objekte zu finden, die im Verzeichnis der Objekte von überkommunaler Bedeutung der kantonalen Denkmalpflege zu finden und nicht bereits in der Liste der Kulturgüter enthalten sind.

## Kulturgüter
| Foto |                                                                      | Objekt                            | Kat. | Typ | Standort                 | Beschreibung |
| ---- | -------------------------------------------------------------------- | --------------------------------- | ---- | --- | ------------------------ | ------------ |
| ja   | Datei hochladen · Wikidata zu Reformierte Kirche Brütten (Q29932511) | Reformierte Kirche KGS-Nr.: 12518 | B    | G   | Oberdorf 693139 / 258877 |              |

## Übrige Baudenkmäler
| ID              | Foto |                 | Objekt                               | Kat.   | Typ | Standort                            | Beschreibung |
| --------------- | ---- | --------------- | ------------------------------------ | ------ | --- | ----------------------------------- | ------------ |
| 21300003        | ja   | Datei hochladen | Ehemaliges Bauernhaus                | C      | G   | Säntisstrasse 3 693262 / 258912     |              |
| 21300020        | ja   | Datei hochladen | Ehemaliges Waschhaus des Pfarrhauses | B reg. | G   | bei Pfarrgasse 3 693123 / 258855    |              |
| 21300021        | ja   | Datei hochladen | Ehemalige Zehntenscheune             | B reg. | G   | Pfarrgasse 4 693103 / 258849        |              |
| 21300022        | ja   | Datei hochladen | Reformiertes Pfarrhaus               | B reg. | G   | Pfarrgasse 3 693112 / 258839        |              |
| 21300034        | ja   | Datei hochladen | Ehemaliges Bauernhaus                | C      | G   | Strehlgasse 4/6/6a 693106 / 258798  |              |
| 21300038        | ja   | Datei hochladen | Ehemaliges Bauernhaus                | C      | G   | Ankengasse 2 693077 / 258760        |              |
| 21300056        | ja   | Datei hochladen | Ehemaliges Bauernhaus                | B reg. | G   | Unterdorfstrasse 17 693046 / 258639 |              |
| 21300070        | ja   | Datei hochladen | Ehemaliges Bauernhaus                | C      | G   | Dorfstrasse 2 693126 / 258639       |              |
| 21300080        | ja   | Datei hochladen | Ehemaliges Bauernhaus                | C      | G   | Unterdorfstrasse 34 693231 / 258638 |              |
| 21300117        |      | Datei hochladen | Ehemaliges Bauernhaus                | C      | G   | Strubikon 8 692478 / 259349         |              |
| 21300120        |      | Datei hochladen | Ehemaliges Bauernhaus                | C      | G   | Strubikon 6 692443 / 259349         |              |
| 213BRUNNEN00001 | ja   | Datei hochladen | Dorfbrunnen                          | B reg. | K   | Unterdorfstrasse 693037 / 258622    |              |

Legende: Im Wesentlichen siehe Legende der Liste der Kulturgüter von nationaler und regionaler Bedeutung, mit folgenden Ausnahmen:
- Anstelle der KGS-Nummer wird als Objekt-Identifikator (ID) die Inventarnummer im Verzeichnis der Objekte von überkommunaler Bedeutung des kantonalen Denkmalschutzamtes verwendet.
- Bei den Kategorien wird wie folgt unterschieden: B kant. = Objekt von kantonaler Bedeutung (Kanton Zürich); B reg. = Objekt von regionaler Bedeutung (Kanton Zürich).